# Diecezja Roraimy
Diecezja Roraimy (łac. Dioecesis Roraimensis) – diecezja Kościoła rzymskokatolickiego w Brazylii. Należy do metropolii Manaus, wchodzi w skład regionu kościelnego Norte I. Została erygowana przez papieża Piusa XII bullą Ad maius animarum bonum w dniu 30 sierpnia 1944 jako prałatura terytorialna Rio Branco. 16 października 1979 podniesiona do rangi diecezji.